# بانکو دو برزیل

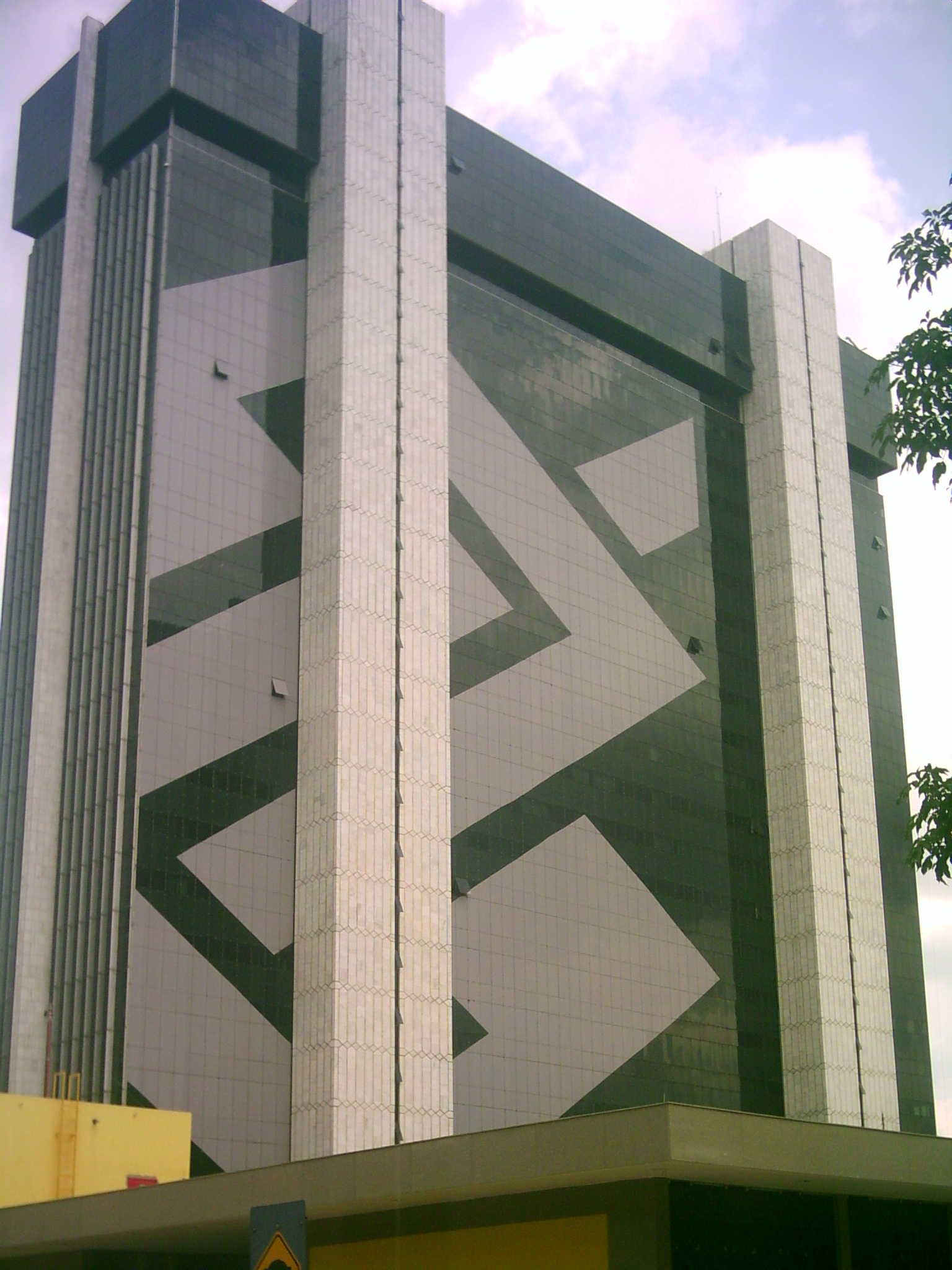
ساختمان شعبه مرکزی بانکو دو برزیل، در برازیلیا

بانکو دو برزیل (به پرتغالی: Banco do Brasil) شرکت خدمات مالی و بانکداری برزیلی است، که طیف وسیعی از خدمات بانکی را ارائه می‌کند. این خدمات شامل: بانکداری خرد، بانکداری اختصاصی، بانکداری شرکتی، بانکداری سرمایه‌گذاری، مدیریت سرمایه‌گذاری و خدمات بیمه می‌باشند.
بانکو دو برزیل در سال ۱۸۰۸ تأسیس شد و در حال حاضر بزرگترین بانک برزیل و آمریکای لاتین، بر پایه مجموع دارایی‌ها و سومین بانک بزرگ در این کشور، بر پایه ارزش بازار سرمایه می‌باشد.
شعبه مرکزی این بانک در شهر برازیلیا، برزیل قرار دارد و بخشی از سهام آن در بازار بورس سائوپائولو معامله می‌شود. بزرگترین سهامدار بانکو دو برزیل، دولت برزیل است.